# Standrechtelijke executie

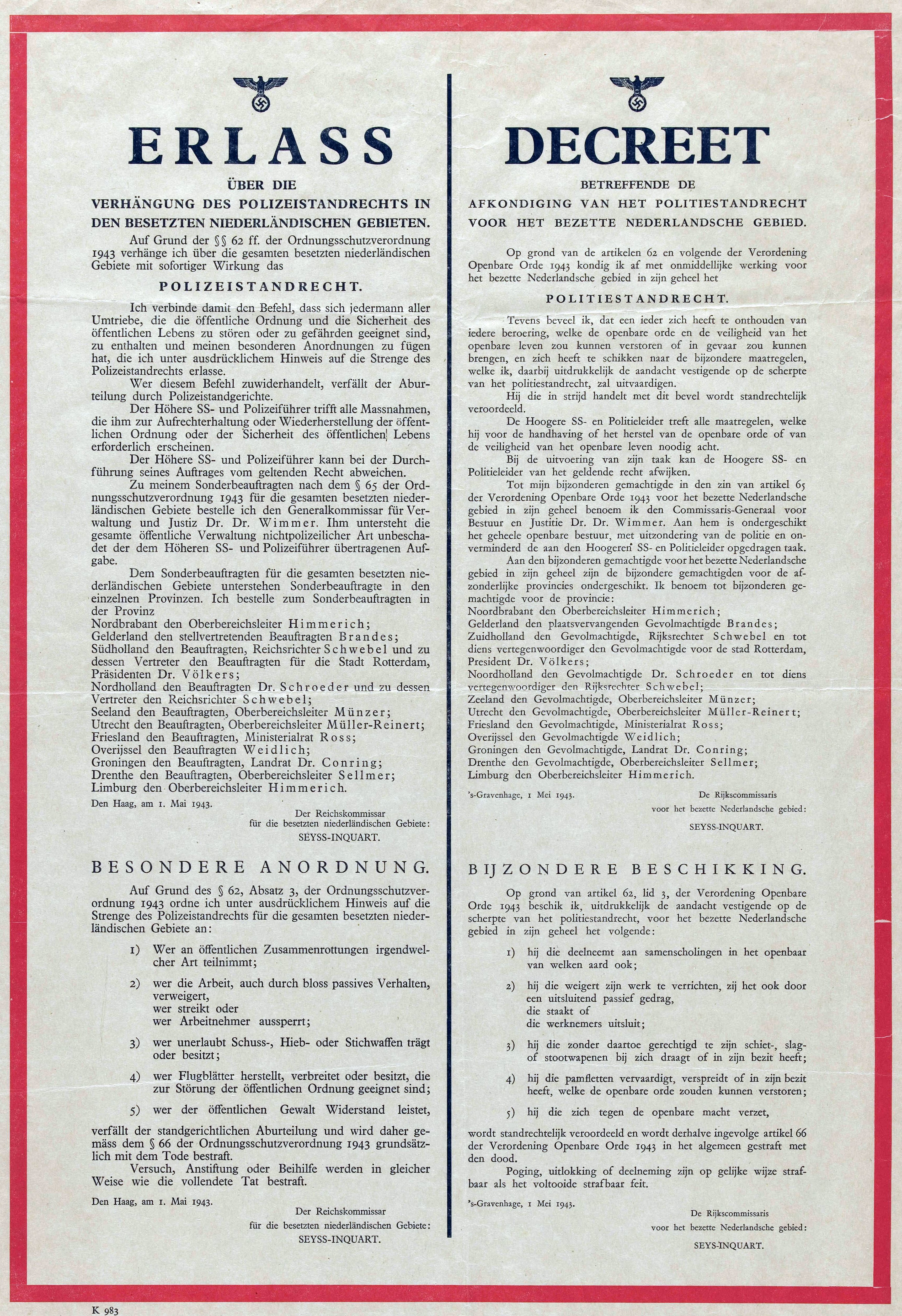
Op 1 mei 1943 voerde de Duitse bezetter in Nederland het politiestandrecht in; Samenscholing, werkweigering, wapenbezit, anti-Duitse publicaties en (ander) verzet, konden voortaan ter plekke met de dood worden bestraft. Ook poging tot, uitlokking van en (passieve) deelname aan deze activiteiten konden met standrechtelijke executie worden bekocht.

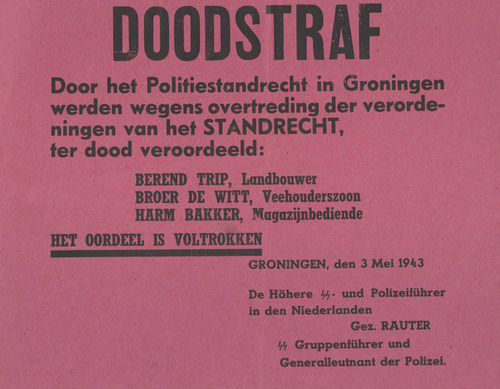
Bekendmaking uitvoering doodstraf in Groningen 1943

Een standrechtelijke executie, ook wel standrecht, is een executie waar een persoon ter plekke wordt gedood zonder of na een heel summier proces. Een standrechtelijke executie wordt uitgevoerd door de politie, het leger of paramilitaire organisaties en wordt geassocieerd met guerrilla, terrorisme en criminaliteit. Standrechtelijke executie van krijgsgevangenen wordt door de derde Geneefse Conventie verboden. Bovendien is het een oorlogsmisdrijf om een vijandelijke militair die zich overgegeven heeft of die ziek, gewond of krijgsgevangen is zonder proces te doden.
In bijna alle rechtsstelsels zijn tegenwoordig standrechtelijke executies illegaal, aangezien ze in strijd zijn met het recht van de beschuldigde op een eerlijk proces. Bijna alle grondwetten of rechtsstelsels verbieden de uitvoering wanneer er niet toe besloten is door een bevoegde rechter. In het Internationaal verdrag inzake burgerrechten en politieke rechten staat het volgende:

Ieder heeft het recht op leven. Dit recht wordt door de wet beschermd. Niemand mag naar willekeur van zijn leven worden beroofd.
[De dood]straf kan slechts worden voltrokken ingevolge een onherroepelijk vonnis door een bevoegde rechter gewezen.
— Artikel 6, eerste en tweede lid

In de praktijk vinden standrechtelijke executies nog steeds plaats. Zij worden uitgevoerd door de politie en binnenlandse strijdkrachten in verschillende landen en tijden, soms onder het mom van de krijgswet.
In sommige landen laat een regering standrechtelijke executies van overheidswege plaatsvinden. Een voorbeeld was de Filipijnen waar politieke onrust heerste vanwege veel drugscriminaliteit, en waar de president Rodrigo Duterte standrechtelijk executeren van drugsdealers en -gebruikers als middel gebruikte om deze criminaliteit tegen te gaan.